# Melanatria madagascarensis
Melanatria madagascarensis é uma espécie de gastrópode  da família Thiaridae.
É endémica de Madagáscar.